# Kurdaitcha
Een kurdaitcha, ook geschreven als cadiche of kadaitcha/kadaitchi, is een beul in de riten van de Aboriginals in Australië. De term wordt vooral gebruikt door het Arrernte-volk. In Europa verwijst het woord vooral naar de schoenen die ze droegen. Die waren gemaakt van veren en mensenhaar en waren behandeld met bloed. In Australië zelf worden deze schoenen interlinia (in het noorden) en intathurta (in het zuiden) genoemd.